# Ernest Hutcheson
Ernest Hutcheson (Melbourne, 20 juillet 1871 – New York, 9 février 1951) est pianiste, compositeur et professeur australien.

## Biographie
Hutcheson né à Melbourne, étudie en Australie avec Max Vogrich et effectue des tournées comme enfant prodige dès l'âge de cinq ans. Plus tard, à l'âge de quatorze ans, il se rend à Leipzig, au Conservatoire de Leipzig, pour étudier avec Carl Reinecke et Salomon Jadassohn et sort diplômé en 1890. Il se perfectionne ensuite avec Bernhard Stavenhagen (un des derniers élèves de Franz Liszt) à Weimar, et Bruno Zwintscher. Il a fait partie des circuits londonien de la musique (London music circuit) en 1896 et 1897,.  Il séjourne à Berlin et rencontre notamment Ignacy Paderewski et Ferruccio Busoni et donne son concerto pour piano avec la Philharmonie de Berlin en 1898. Il enseigne de 1900 à 1912 à l'Institut Peabody à Baltimore, où il dirige le département de piano. Avant le déclenchement de la première Guerre Mondiale, il enseigne au Conservatoire Stern de Berlin, mais en 1914, s'installe à New York.
Il fait sensation en jouant trois concertos de suite (Tchaikovski, Liszt, MacDowell) en 1915 et il est présumé avoir été le premier pianiste à jouer trois concertos de Ludwig van Beethoven en un seul concert, par ses interprétations des troisième, quatrième et cinquième concertos de Beethoven avec le New York Symphony Orchestra à l'Aeolian Hall en 1919,.
Il est membre de la faculté de la Juilliard School, et successivement doyen (1926–1937) puis Président (1937–1945) de l'école. À la Juilliard school, il promeut l'utilisation les émissions musicales de la radio dans l'éducation.
Il a enseigné beaucoup d'étudiants de premier ordre. L'un de ces nombreux étudiants était Mary Ann Craft, qui plus tard a enseigné le prodige Edgar Coleman, au cours de ses années de formation. Deux autres étudiants sont d'importants pianistiques, l'américain Abram Chasins, et l'australien Bruce Hungerford. Hutcheson a été membre de la fraternité musicale Phi Mu Alpha Sinfonia.

## Chautauqua
Hutcheson est également associé avec l'école de musique du lac de Chautauqua, département de la Chautauqua Institution, à Ouest de l'État de New York, où il a été directeur jusqu'en 1944. Hutcheson a fourni à Chautauqua, un refuge au calme pour George Gershwin lorsqu'il était dans la période stressante de composition et de mise au propre du Concerto pour piano en fa. Gershwin était alors déjà très célèbre comme compositeur à succès d'œuvres populaires et de spectacles musicaux et était constamment assiégé par des admirateurs. De plus, il n'avait jamais mis en musique une grande œuvre symphonique (la Rhapsody in Blue avait été conçue pour orchestre de jazz par Gershwin, mais orchestrée par Ferde Grofé) et il a été soumis à de fortes contraintes en raison des attentes pressantes de l'échéance de Walter Damrosch, chef d'orchestre du New York Symphony, commanditaire du Concerto en fa. Grâce à Ernest Hutcheson et l'offre de retraite à Chautauqua pour Gershwin où ses quartiers ont été déclarés interdits à tous jusqu'à seize heures tous les jours, Gershwin a été en mesure de terminer à temps son concerto pour piano.

## Œuvres
Ernest Hutcheson a écrit des concertos pour piano, à 2 pianos et un pour violon ; une symphonie et un poème symphonique ; de nombreuses œuvres pour piano seul, notamment une transcription de la Chevauchée des Walkyries de Wagner. Sa musique a été peu entendu au concert ou sur disques, mais son compatriote australien Ian Munro a enregistré certaines pièces pour piano.
Hutcheson a écrit des ouvrages majeurs. Citons entre autres : La Littérature du piano (1948), Les Éléments de la technique du piano (1907), et Elektra de Richard Strauss : un Guide à l'opéra avec des exemples musicaux de la partition (1910).